# Coelophora inaequalis
Coelophora inaequalis är en skalbaggsart som först beskrevs av Fabricius 1775.  Coelophora inaequalis ingår i släktet Coelophora och familjen nyckelpigor. Utöver nominatformen finns också underarten C. i. inaequalis.

## Bildgalleri

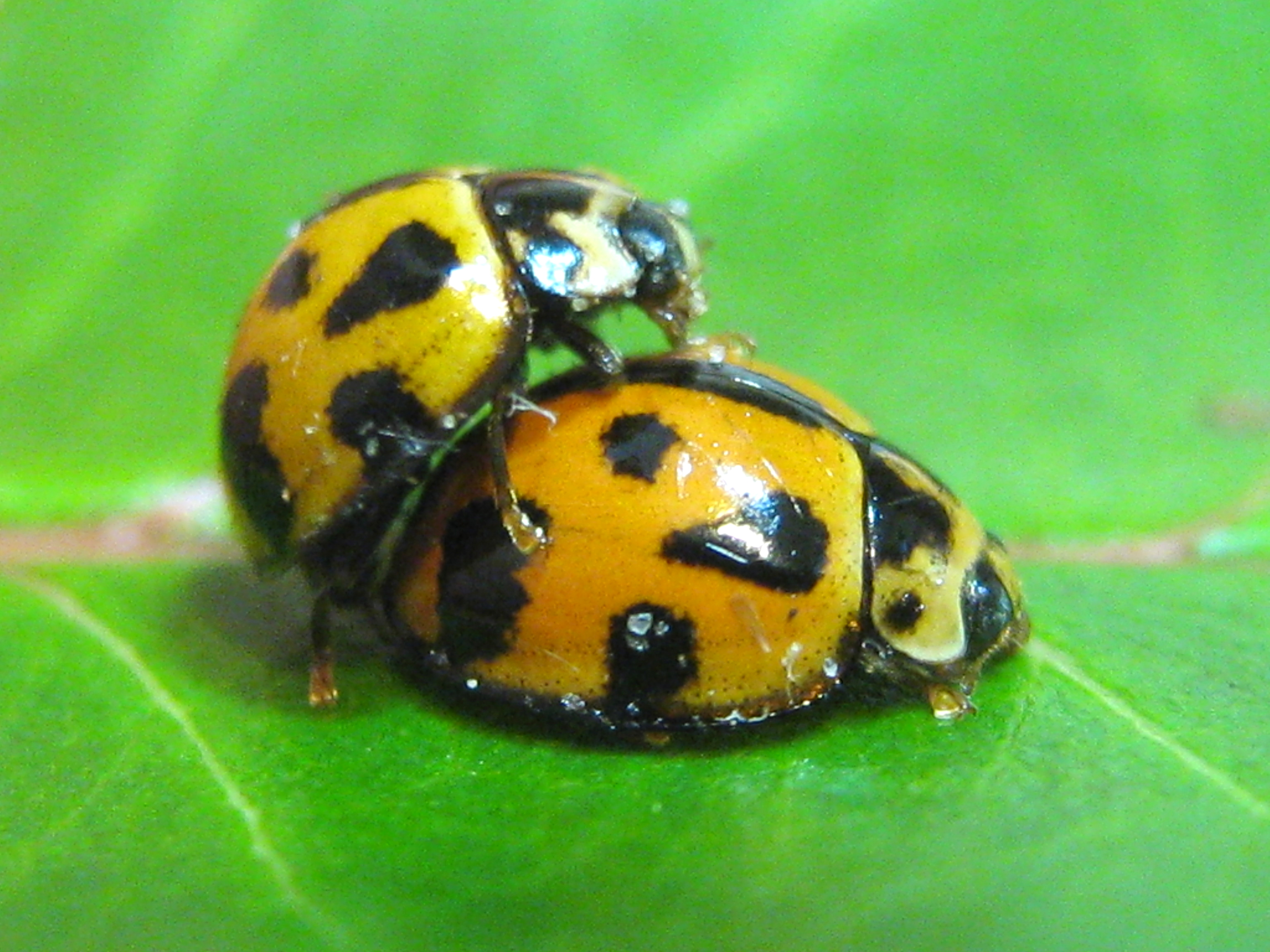